# Чарлос Хајтс (Монтана)
Чарлос Хајтс (енгл. Charlos Heights) насељено је место без административног статуса у америчкој савезној држави Монтана.

## Демографија
По попису из 2010. године број становника је 120.
| Група             | 2000.    | 2010.       |
| Белци             | 0 (0,0%) | 106 (88,3%) |
| Афроамериканци    | 0 (0,0%) | 0 (0,0%)    |
| Азијати           | 0 (0,0%) | 0 (0,0%)    |
| Хиспаноамериканци | 0 (0,0%) | 4 (3,3%)    |
| Укупно            | 0        | 120         |